# Samsung Galaxy A25 5G
Samsung Galaxy A25 5G este un smartphone bazat pe Android proiectat, dezvoltat și comercializat de Samsung Electronics ca parte a seriei sale Galaxy A. A fost anunțat pe 11 decembrie 2023.